# Mavaca (Venezuela)
Pour les articles homonymes, voir Mavaca.
Mavaca est la capitale de la paroisse civile de Mavaca dans la municipalité d'Alto Orinoco dans l'État d'Amazonas au Venezuela.